# Округ Маршал (Минесота)
Округ Маршал (енгл. Marshall County) је округ у америчкој савезној држави Минесота.

## Демографија
По попису из 2010. године број становника је 9.439, што је 716 (-7,1%) становника мање него 2000. године.
| Група             | 2000.         | 2010.         |
| Белци             | 9.750 (96,0%) | 8.952 (94,8%) |
| Афроамериканци    | 10 (0,1%)     | 26 (0,3%)     |
| Азијати           | 17 (0,2%)     | 19 (0,2%)     |
| Хиспаноамериканци | 298 (2,9%)    | 337 (3,6%)    |
| Укупно            | 10.155        | 9.439         |